# Проспект Толбухина
Проспе́кт Толбу́хина (бывшая Петровская улица, Пушкинская улица, улица Толбухина) — проспект в центральной части города Ярославля. Начинается от Большой Фёдоровской улицы и заканчивается проспектом Октября. Часть проспекта проходит по Толбухинскому мосту.

## История
Улица была проложена по регулярному плану 1778 года и получила название Петровская по городу Петровску Ярославской губернии. Она начиналась от Которосльной набережной и проходила до площади около городского вала.
В 1924 году советские власти переименовали Петровскую улицу в Пушкинскую в честь Александра Пушкина. В марте 1952 году, в связи с наличием в городе нескольких Пушкинских улиц, улицу снова переименовали — в улицу Толбухина в честь маршала Фёдора Толбухина. В 1960-х годах к улице присоединили проезд от Юбилейной площади до проспекта Октября. В ноябре 1972 года на Юбилейной площади открыли памятник Толбухину и переименовали улицу в проспект Толбухина. В 1975 году в состав проспекта Толбухина включили Толбухинский мост и часть Подосёновской улицы.

## Здания и сооружения
- № 11 — Центральная городская библиотека им. Лермонтова
- № 64а — Управление Федеральной службы государственной регистрации, кадастра и картографии по Ярославской области